# ジェイミー・プレスリー
ジェイミー・エリザベス・プレスリー（Jaime Elizabeth Pressly、1977年7月30日 - ）は、アメリカ合衆国の女優。

## 略歴
ノースカロライナ州キンストン出身。

### 私生活
2006年DJのエリック・キュー・ビッシュと婚約するが、2008年11月に婚約解消。エリックとの間に息子（デジー・ジェイムズ）がいる。2009年に弁護士シムラン・シングと婚約し、同年9月に結婚。しかし、2011年1月に離婚を申請。
2011年1月5日深夜、サンタモニカで車を運転中に交通違反を犯したため警察に停止を求められた。その際、飲酒検査
で高い濃度のアルコールが検出されたため、飲酒運転の容疑で逮捕された。その後、1万5000ドル（約123万円）の保釈金を支払い釈放された。

## 主な出演作品

### 映画
| 公開年 | 邦題 原題                                                  | 役名                     | 備考       |
| ------ | ---------------------------------------------------------- | ------------------------ | ---------- |
| 1997   | ボディヒート／３人目の美少女 POISON IVY: THE NEW SEDUCTION | ヴァイオレット           |            |
| 1998   | 待ちきれなくて… Can't Hardly Wait                          | ガールフレンド#3         |            |
| 1999   | ヴァン・ダム IN コヨーテ Inferno                           | ドッティ・マシューズ     |            |
| 2000   | ハリウッド・スキャンダル! Best Actress                     | カレン                   | テレビ映画 |
| 2000   | Hな彼女の見つけ方 マシューの童貞卒業物語 100 girls         | シンシア                 |            |
| 2000   | ホワイトトラッシュ その日暮らし Poor White Trash           | サンディ・レイク         |            |
| 2001   | トムキャッツ 恋のハメハメ猛レース Tomcats                  | トリシア                 |            |
| 2001   | 沈黙のテロリスト Ticker                                    | クレア・マニング         |            |
| 2001   | あるあるティーン・ムービー Not Another Teen Movie          | プリシラ                 |            |
| 2002   | クリムゾン・アイランド Demon Island                        | ティナ                   |            |
| 2004   | トルク Torque                                              | チャイナ                 |            |
| 2006   | DOA/デッド・オア・アライブ DOA: Dead or Alive              | ティナ・アームストロング |            |
| 2008   | ホートン ふしぎな世界のダレダーレ Horton Hears a Who!      | ミセス・キリガン         | 声の出演   |
| 2009   | 40男のバージンロード I Love You, Man                       | デニス                   |            |
| 2010   | 美人ライターレーンの恋愛記事 Beauty & the Briefcase        | ケイト・ホワイト         | テレビ映画 |
| 2010   | スモーク・スクリーン 疑惑の炎 Smoke Screen                 | ブリット・シェリー       | テレビ映画 |

### テレビシリーズ
| 放映年    | 邦題 原題                                                                  | 役名                   | 備考         |
| --------- | -------------------------------------------------------------------------- | ---------------------- | ------------ |
| 1998-1999 | モータル・コンバット コンクエスト/ファイナルバトル Mortal Kombat: Conquest | マイカ                 | 3エピソード  |
| 1999-2001 | ジャック&ジル Jack & Jill                                                  | オードリー・グリフィン | 31エピソード |
| 2002      | チャームド 魔女3姉妹 Charmed                                               | マイリー               | 1エピソード  |
| 2003      | ファストレーン Fastlane                                                    | サエア・マシューズ     | 1エピソード  |
| 2005      | アントラージュ★オレたちのハリウッド Entourage                              | 本人                   | 1エピソード  |
| 2005-2009 | マイネーム・イズ・アール My Name Is Earl                                   | ジョイ                 | 96エピソード |
| 2006      | ラスベガス Las Vegas                                                       | ケリー・コワルスキー   | 1エピソード  |
| 2011-2013 | I Hate My Teenage Daughter                                                 | アニー・ワトソン       | 13エピソード |
| 2011-2013 | シングルパパの育児奮闘記 Raising Hope                                      | ドナ                   | 3エピソード  |
| 2013      | チャーリー・シーンのハーパー★ボーイズ Two and a Half Men                   | タミー                 | 3エピソード  |

## 参照
1. ↑  “Jaime Pressly Is Engaged!”. People. (07/31/2009) 2013年8月9日閲覧。 {{cite news}}: |date=の日付が不正です。 (説明)⚠
2. ↑  “「マイネーム・イズ・アール」のジェイミー・プレスリーの離婚が成立”. シネマトゥデイ. (2011年11月16日) 2013年8月9日閲覧。
3. ↑  “「マイネーム・イズ・アール」のジェイミー・プレスリー　酒気帯び運転で逮捕”. シネマトゥデイ. (2011年1月9日) 2013年8月9日閲覧。